# MORSE -モールス-
『MORSE -モールス-』（スウェーデン語: Låt den rätte komma in）は、スウェーデンの作家ヨン・アイヴィデ・リンドクヴィストによって2004年に発表されたホラー・恋愛小説。2008年にスウェーデンにて『ぼくのエリ 200歳の少女』というタイトルで映画化された後、2010年に『モールス』のタイトルで米国でリメイクされた。いじめ、殺人、離婚、ロリータ・コンプレックスなどの社会的問題を描写したシーンを通して、人間の内部に潜む闇を焦点にあてている。本国スウェーデンのみならず、海外において大きな人気を集め、英語などの様々な言語に翻訳されている。なお、題名は、著者の好きな歌手・モリッシーの"Let the Right One Slip In" （アルバム『ビバ・ヘイト』収録）という楽曲に由来している。

## あらすじ
1980年代のストックホルムの郊外の町に住むオスカルは、学校で酷いいじめにあっている。友達も少なく、家庭内での問題もあって、親にも相談できずにいた。そんな彼が好きなことは、近所の人々の生活を望遠鏡でこっそりのぞき見ることや、いじめっ子に復讐を果たす夢を見ることだった。ある日、隣にエリという少女が引っ越してくる。オスカルは彼女に話しかけるも、「自分とは友達になれない」と言われてしまう。しかし、そのうち、2人は打ち解けあうようになり、オスカルは彼女に好意を抱き始める。他方、彼の住む町では、残虐な殺人事件や、不可思議な失踪事件が、立て続けに起こり始める。実は、エリの正体はヴァンパイアで、誰かの血を飲まなければ生きていくことができなかった。そのため、彼女の同居人であるホーカンが、血を探し求めて、町民を殺害していたのだ。

## 登場人物
オスカル (Oscar)
オカルト好きな12歳の少年。内気で、大人しく、友達が少ない。学校でヨンニたちによる酷いいじめにあっており、両親の関係が悪化している。
エリ (Eli)
オスカルの家の隣に引っ越してきた、不思議な雰囲気を持ち合わせたヴァイパイアの「少年」。本名はエライアス。去勢されているため一見、少女のように見える。ヴァンパイアと化してから数百年姿は変わらない。少年であることが判明するまでは、日本語の小説では一人称「僕」が伏せられていた。オリジナルとリメイクを含めた映画版の配役は正真正銘の少女であり、吹き替えも女性が担当する。
ホーカン (Håkan)
エリと同居している中年男性。表向きはエリの父親として振舞っているが血縁関係は無い。ヴァンパイアではない普通の人間であり、元々は国語の教師であったが、ペドフィリアであるためエリと肉体関係を持って以降は定期的に殺人を犯してエリに血を提供する共生関係となり、それまでの人生を捨てて共に旅をするようになっている。しかし、近年は年老いて体力が衰えたために殺人を続けることが難しくなっている。
ラッケ (Lacke)
オスカルの近所に住むアルコール中毒者の男性。
ヴィルギニア (Virginia)
ラッケの恋人。
トンミ (Tommy)
オスカルの近所に住む青年。母親と同居している。オスカルと仲が良い数少ない人物。
スタファン (Staffan)
地元の警察官。オスカルの母親と恋人関係にある。
アヴィラ先生（Mr. Ávila）
オスカルの学校の体育の教師。
ヨンニ (Jonny)
オスカルの同級生。家庭内の問題のはけ口で、オスカルにひどい仕打ちをする。
インミ (Jimmy)
ヨンニの兄。麻薬の密売にも関わっている。ヨンニ以上に、サディスティックな性格。
トーマス
ヨンニの取り巻き。
ミッケ
ヨンニの取り巻き。途中でヨンニに愛想を尽かし、オスカルと和解する。

## 映画化
まず、2008年10月に、トーマス・アルフレッドソン監督で、『ぼくのエリ 200歳の少女』というタイトルで映画化。脚本は、著者本人が務めた。オスカル役にカーレ・ヘーデブラントが、エリ役にリーナ・レアンデションが起用された（ただし、エリの声は別の声優が吹き替えている）。オースティン映画批評家協会賞の外国語映画賞を受賞し、サターン賞の国際映画賞でも受賞した。
その後、2010年10月1日、マット・リーヴス監督で、『モールス』という題名でハリウッド・リメイクされる。なお、再映画化に当たり、いくつか変更点が加えられている。舞台はアメリカのニューメキシコ州の町に変更され、登場人物の名前が変更されたほかに、構成においても若干の変更が加えられている。このほかに、一部のキャラクターの役割が大幅に変化したり、原作小説や2008年の映画版にあったエピソードがいくつか省略されたりしている。

## 舞台化
2013年にイギリスで初めて舞台化され、2015年には日本で初めて上演される。演出は深作健太、脚本はカンパニー「ミナモザ」を率いる瀬戸山美咲。主演は舞台単独初主演となる小瀧望で、12歳の主人公・オスカーを演じ、劇中では約1分の潜水シーンにも挑戦している。11月13日から12月6日に東京グローブ座〈全28回〉、12月9日から13日に大阪・シアターBRAVA!〈全7回〉で上演予定。

### キャスト
- オスカー - 小瀧望
- エリ - 水上京香
- ホーカン - 田中健[5]
- 母 - 高橋由美子
- 富岡晃一郎
- 久松信美
- 横山一敏
- 奥田圭悟
- 塩顕治

### スタッフ
- 原作 - ヨン・アイヴィデ・リンドクヴィスト『LET THE RIGHT ONE IT』
- 脚本 - ジャック・ソーン
- 演出 - 深作健太
- 上演台本 - 瀬戸山美咲